# Erica wildii
Erica wildii är en ljungväxtart som beskrevs av John Patrick Micklethwait Brenan. Erica wildii ingår i släktet klockljungssläktet, och familjen ljungväxter. Inga underarter finns listade i Catalogue of Life.